# Купата
„Купата“ е футболен филм от 2000 г. с участието на Робърт Дювал, Майкъл Кийтън и футболиста Али Маккойст.

## Преглед
Внимание:  Текстът по-долу разкрива сюжета на произведението (или части от него)!
Килноки е малък шотландски футболен отбор, който привлича известния шотландски футболист Джаки Маккуилан от Арсенал. Треньорът на Килноки, Гордън Маклиъд, е и тъст на Джаки, но те не се разбират. Въпреки това Килноки успява да достигне до финал за Купата на Шотландия, където е победен след дузпи от Глазгоу Рейнджърс. Накрая Маклиъд и Маккуилан се сдобряват.